# 鄧析子
《鄧析子》兩卷，相傳為春秋時代名家的鄧析所作，關於其真偽，學術界爭論不一，有说內容參雜其他家說法，可能為後人偽託。《四庫全書》將其歸入子部法家類。
《鄧析子》分為無厚篇與轉辭篇兩篇，無厚篇二十一段， 轉辭篇十七段。 無厚篇所強調的是君主與臣民的共生關係，勸勉君王治國時應該以平等的心對待臣民，歸結到最後就是無厚，是民本的反映。而轉辭篇主要強調「緣身而責名，緣名而責形，緣形而責實，臣懼其重誅之至，於是不敢行其私矣」，也就是君王對官員的控制。